# Halcón M-1943
Halcón M-1943, Halcón M/943 (рус. Алькон — «сокол») — аргентинский пистолет-пулемёт под патроны 9×19 мм Парабеллум (армейский вариант) и .45 ACP (вариант для полиции). По основным характеристикам и качеству сопоставим с североамериканским «Томпсоном». Один из первых аргентинских серийных пистолетов-пулемётов.

## История
В Аргентине, в начале XX века входившей в первую десятку наиболее развитых стран мира, развитие промышленности происходило неравномерно. Так, если мясоперерабатывающие предприятия и зернохранилища соответствовали мировому уровню, то машиностроение ковыляло далеко позади. Несколько лучше положение было у военной отрасли. Местными предприятиями производились винтовки (как немецкой разработки — M/1891, M/1909; так и местной — Chiesanova), карабины, пулемёты (Прадо и Фиттипальди), патроны и пр. В начале 1930-х Хуаном Ленаром (исп. Juan Lehnar) был разработан первый аргентинский пистолет-пулемёт, получивший название в честь изобретателя. Однако в серию Lehnar не пошёл.
В этот период даже наиболее консервативные военные круги пришли к убеждению, что будущее за автоматическим оружием. Аргентине, занявшей нейтральную позицию во Второй мировой войне, и претендовавшей на роль регионального лидера, США отказали в поставках вооружения по ленд-лизу. Это, вкупе с угрозой иностранного вторжения, заставило местное правительство обратить внимание на развитие военной промышленности. Впервые в стране началось производство двигателей, танков и прочей военной техники и снаряжения.
Для вооружения солдат был выбран пистолет-пулемёт. В первую очередь, из-за простоты применения, небольших массогабаритных характеристик, а главное — дешевизне изготовления и отработанной схеме производства, что для страны, сильно зависевшей от импортных поставок комплектующих, много значило.
К 1943 году столичная (пригород Авельянеда) оружейная фирма «Фабрика де Армас Алькон» сконструировала и пустила в серийное производство пистолет-пулемёт Halcón M-1943, который в том же году был принят на вооружение полиции и армии страны. Кроме того, «Алькон» M/943 использовался в структурах, занимавшихся охраной границ — жандармерии и береговой охране.

## Конструкция
В отличие от большинства европейских пистолетов-пулемётов, рассчитанных под классический пистолетный патрон 9×19 мм Парабеллум, Halcón M-1943 был крупнокалиберным. Применение в нём патрона .45 ACP делало его похожим на североамериканские образцы. В 1946 году была разработана модификация Halcón M-1946 (M/946), отличавшаяся меньшей длиной ствола и металлическим складным прикладом. M/946 был принят на вооружение военно-воздушных сил Аргентины.

## Оценка

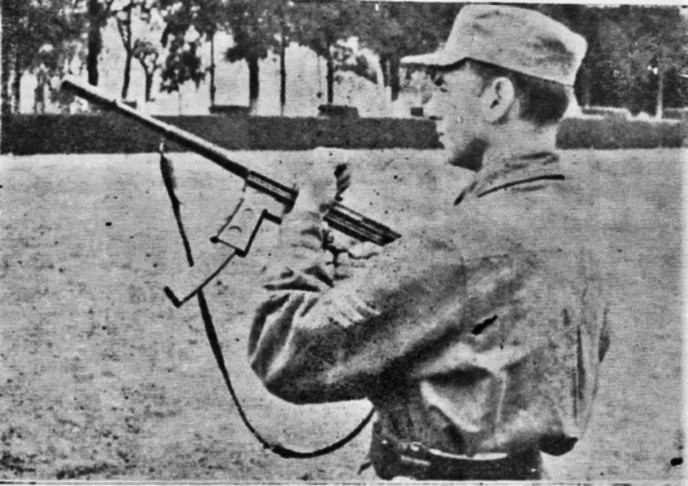

Как базовая модель, так и её последующая модификация M/946, были весьма типичны для тех лет и региона создания. Несмотря на сравнительно большой вес и общую громоздкость оружия, Halcón M-1943 пользовался достаточно большой популярностью. В первую очередь, это было связано с простотой конструкции и дешевизной изготовления, надёжностью и лёгкостью в эксплуатации, что позволило оставаться ему на вооружении около 20 лет.